# Expressions ch'ti
Le patois du Nord (eùl Patwå de ch'Nòrhd), ou ch'ti, est un dialecte du picard (voir l'article Ch'ti (linguistique))  parlé sur le territoire de l'ancienne région Nord-Pas-de-Calais. Bien que relativement peu de personnes le parlent encore, ses expressions ponctuent les conversations entre les habitants du Nord et demeurent comme locutions proverbiales.

## Règles orthographiques et phonétiques utilisées
Le patois du Nord, parlé, n'a pas de graphie uniformisée et admise. On donne ici la phrase en écriture Feller-Carton puis dans une écriture qui permet de respecter au mieux les accentuations et les intonations. Voici quelques règles orthographiques utilisées dans le deuxième cas :
- le « å » se prononce entre le â (grave) et le o
- le « æ » se prononce entre le à (ouvert) et le è
- « rh », surtout en fin de mot, se prononce entre le « r » français et le « ch » allemand ou la jota espagnole
- « vh » se prononce entre le « v » et le « f » dans un mot et « f » à la fin d'un mot
- les voyelles coiffées d'un accent circonflexe (^) sont très accentuées
- les voyelles portant un accent grave (`) sont ouvertes
- les voyelles suivies d'un « h » sont longues
- la triphtongue « aÿ » se prononce « éyi »
- les doubles consonnes se prononcent en deux fois

## Expressions courantes dans le Nord (Avesnois)
Ej t'arconnôs ti z'aute, t'es d'min couin !
Je te reconnais toi, tu es de mon coin !

Inlève tin capiau, y'a un ch'ti qui pache.
Înlèvhe tin kapiauw, î'å ûn Ch'tî quî påsse.

Enlève ton chapeau, il y a un Ch'ti qui passe.

V'la un Ch'ti :

Voilà un Ch’ti. L'usage du mot « Ch'ti » par les locuteurs du picard est une création récente. Le terme est un exonyme créé par les soldats français lors de la Première Guerre mondiale, désignant les soldats natifs du Nord-Pas-de-Calais. Ch'ti ne signifie en effet rien d'autre que « celui-là, lui » et a été utilisé en référence à l'usage fréquent de cette formule par les gens de la région. Ce n'est qu'après la Seconde Guerre mondiale que l'expression s'est popularisée pour désigner les habitants du Nord-Pas-de-Calais. L'emploi du terme comme endonyme est encore plus récent, et ne s'est clairement établi au sein de la population qu'au cours des années 2010.

Vlà m'tiète, min cu i vient !
Voilà ma tête, mon cul suit.

Al a sin cu conme eune mante à prones !
Åle å sin cûh kôme eùne mante à prònes !

Elle a un cul comme une mande (un panier) à prunes.

Se dit d'une fille qui a de grosses fesses.

Attinds, té vas vir, té vas in printe su t'guife !
Åttînds, te vås vîr, te vås in prînte sûh t'guiffe !

Attends, tu vas voir, tu vas en prendre une sur ta gueule.

À nous guifes !
À la nôtre.

Car qui ione, i va lon

Un chariot qui grince, va loin

Se dit d'une personne qui se plaint mais qui n'est jamais malade.

Chake poéyis chake mode, chake cu chake crote !
Chàke paÿs chàke mòde, chàke cûh chàke cròtte !

À chaque pays sa mode (sa coutume, sa façon de vivre), à chaque cul sa crotte.

Autre pays, autres mœurs.

Ch'ti-là y'a d'étoupes à s' quenouille

Serait-il cocu ?

Ch'que té m'dis là assis, ej té l'éros bin dis dbout !
Ch'queû te m'dîs lå åssîs, èj te l'auros bîn dîs dd'boût !

Ce que tu me dis là assis, je te l'aurais bien dit debout.

Pour en dire une pareille

Éch'ti qui parte à l'ducasse, i pièrd s' plache !

Éch'tî quî pårht à l'dûcàsse, î pièrhd eùss' plàche !

Qui va à la ducasse (fête du village), perd sa place.

Substitut nordiste de "Qui va à la chasse, perd sa place."

Éch'ti quî voudrot, i pourrot.

Éch'tî quî voudrot, î pourrot.

Celui qui voudrait, le pourrait.

Quand on veut, on peut.

Èj va l'foutte à l'uch !

Èj vå l'foutte à l'ûche !

Je vais le mettre à la porte.

Èj m'étoque, ch'est passé par l'trau à tarte !

Èj m'étòke, ch'é påssé pà' l'traûw à tærhte !

Je m'étouffe, c'est passé par le trou à tarte.

C'est passé dans la trachée.

Èj m'in va à Gardincour, uit jours din min gardîn pi uit jours din l'cour !

Èj m'în vå à Gàrdîncourh, huï jourhs dîn mîn gàrdîn et huï jourhs dîn l'courh !

Je m'en vais à Gàrdîncourh (Jardin + cour), huit jours dans mon jardin, et puis huit jours dans ma cour !

Expression utilisée lorsqu'on ne part pas en vacances. En réponse à la question "D'oùk te vås în vagances ?" (où vas-tu en vacances ?)

Èj n'in minjros su l'tiète d'un pouilleu !

Èj n'în mînjros sûh l'tiète d'ûn pouilleûs !

J'en mangerais sur la tête d'un pouilleux.

C'est très bon, j'adore ça.

Eul lanque d'eune fème, eul queue d'un kien, cha bérloque toudis !
Eùle lank d'eûne fåme, eùle queùïe d'ûn kyîn, chå berlòque toudîs!

La langue d'une femme, la queue d'un chien, ça remue tout le temps.

Eut'lingue ale s'ra usée qu'tés bros i s'ront cor tous neus.

Eùt'lîn åle s'rås ûséï qu'tés brås îs s'ront cô' tous neûs.

Ta langue, elle sera usée que tes bras seront encore tous neufs.

Se dit de quelqu'un qui parle beaucoup.

Férme eut'bouke, tin nez i va kére éddin !

Fàrme eùt'bouke, tîn néh î vå kéîr éddîn !

Ferme ta bouche, ton nez va tomber dedans 

Se dit de quelqu'un qui à l'air ébahi.

Garchon, armet lés vères conme is étòtte !

Gærchôn, ærméht lés vièrhs kôme îs étòttent !

Garçon, remets les verres comme ils étaient.

Une deuxième tournée, garçon.

Grind vinteu, p'tit féseu !

Grind vinteu, p'tit féseux !

Grand vantard, petit faiseur (qui ne fait rien).

Y'a rin qui passe sans qui rapasse

Le temps répare les injustices

Il a sés loupes conme dés bords ed pot d'cambe !

Î å sés loupes kôme dés bòrhs ed'pô d'cambe !

Il a ses lèvres comme des bords de pot de chambre.

Se dit de quelqu'un qui a de grosses lèvres.

I drache toudis ichi éddin, in n'incachrot nin un kien à l'cour.

Î dråche toudîs îchî 'ddîn, în n'încàchrot nîn ûn kyîn à l'courh.'

Il pleut tout le temps ici, on n'enfermerait pas un chien dans la cour.

Quel temps de chien !

Il est malate, i tranne conme un viu kien !

Î é målåtte, î trànne kôme ûn viù kyîn !

Il est malade, il tremble comme un vieux chien.

Se dit de quelqu'un qui tremble, qui a de la fièvre.

In a toudis miu din l'sèke éq din l'frèke

In a toudis mi din l'sec que din l'frec'

On est toujours mieux au sec que dans l'humidité.

In n'est nin né din l'cafetiére pou raviser par l'busète !

În n'é nîn néh dîn l'kåftièrhe pou råviser pà' l'bûsète !

On n'est pas né dans la cafetière pour regarder par le bec verseur.

On n'est pas né de la dernière pluie.

Lon minjeu, lon ouvreu !

Lon mînjeûs, lon ouvhreûs !

Long mangeur, long travailleur.

Celui qui mange lentement, travaille lentement.

L'ogiau qui cante timpe au matin, eul cat i l'print !

L'ôjiauw quî kante tîmpe au måtin, eùl kåt î l'prînt !'

L'oiseau qui chante tôt le matin, le chat le prend.

Mouke tin nez, t'as du brin à t'bottine

Mouk eùt'nez, t'as du brin à t'bottine'

Mouche ton nez, tu as de la merde sur tes bottes.

À dire à quelqu'un dont le nez coule.

Moyennemint va partout bin

Qui va doucement, va loin. « Qui va loin ménage sa monture ». 

Prinds eune cayèle, pis assîs té par tièrre !

Prîns eùne càyèle, pîs åssîs 'tte pàrh tièrre !'

Prends une chaise et assieds-toi par terre.

Invitation à s'assoir.

Quaind in ravîsse quécun, in' in voit qu'eul mitan !

Quîn în råvîsse quékîn, în' în vwå qu'eùle mihtîn !'

Quand on regarde quelqu'un, on n'en voit que la moitié.

Il ne faut pas se fier aux apparences.

Quaind l'glènne ale cante pu heut qu'ech co, in li rabat toudis sin caquet.

Quîn l'glènne åle kante pù hiauw qu'eùl côh, în li råbåt toudîs sîn kåkét.

Quand la poule chante plus haut que le coq, on lui rabat toujours son caquet.

Ravisse éch'ti-chi écmint qu'il est arnéqué !

Råvîsse éch'tî-chî k'mînt qu'î é ærnéké !'

Regarde celui-ci, comme il est mal fagoté.

Se dit de quelqu'un de mal habillé.

Sake éddins !

Såke éddîns !'

Tire dedans.

Vas-y, dépêche-toi!

Un baudet qui foait à s'mote ch'est l'mitan d'ses norritures.

Un âne qui fait à sa façon, c'est la moitié de sa nourriture.
L'obstination est rentable.

Un cras ojon, i vole jamais loin

Une oie grasse ne vole jamais loin

Un jonne èd crapiaud, à s'mère i simbe toudis biau

Un jeune crapaud plaît toujours à sa mère.

Un neu ramon, i ramonne toudis miu.

Ûn neûs ramon, î ramònne toudîs miù.

Un balai neuf balaye toujours mieux.

Correspond à l'expression « Tout nouveau, tout beau ».

Un nouvel arrivant montre du zèle et induit des changements.
ou encore, pour une femme, il faut mieux avoir un jeune amant.

Vaut miu vinde du tiemps que de n'acater

Mieux vaut être en avance qu'en retard.

Un porchio qui fé à s'mote ch'eest l' mitant dé s'nourriture

Un porc qui fait à sa mode c'est la moitié de sa nourriture.

Vlà comme il est nich'quouel !
Voilà comment il est parfait.

Tiens té droite, t'a l'cul in bus
Tiens toi droite, tu as le derrière qui ressort

Ravisse in moné
viens voir/ regarde un peu

Brin tin cul !
Merde à ton cul !
Substitut nordiste du juron "Merde".
Brin d'kien !
Substitut nordiste du juron "Merde".